# Aratus (cráter)
Aratus es un pequeño cráter de impacto lunar situado en el altiplano al sur y al este de los accidentados Montes Apenninus. Es un cráter circular, en forma de copa y con un albedo relativamente alto. Al este se encuentra el Mare Serenitatis, y al suroeste del cráter está el cráter algo mayor Conon. La zona norte-noreste de Aratus es el lugar de aterrizaje de la misión Apollo 15, un poco más allá del Mons Hadley Delta.

## Cráteres satélite
Por convención estos elementos son identificados en los mapas lunares poniendo la letra en el lado del punto medio del cráter que está más cerca de Aratus.
|        | \| Aratus \| Coordenadas \| Diámetro \| \| ------ \| ---------------------------- \| -------- \| \| B \| 24°12′N 5°24′E / 24.2, 5.4 \| 7 km \| \| C \| 24°06′N 9°30′E / 24.1, 9.5 \| 4 km \| \| CA \| 24°30′N 11°12′E / 24.5, 11.2 \| 7 km \| \| D \| 24°18′N 8°36′E / 24.3, 8.6 \| 4 km \| |          |
| Aratus | Coordenadas | Diámetro |
| B      | 24°12′N 5°24′E / 24.2, 5.4 | 7 km     |
| C      | 24°06′N 9°30′E / 24.1, 9.5 | 4 km     |
| CA     | 24°30′N 11°12′E / 24.5, 11.2 | 7 km     |
| D      | 24°18′N 8°36′E / 24.3, 8.6 | 4 km     |

El siguiente cráter ha sido cambiado de nombre por la IAU:
- A Aratus - Ver Galen (cráter).

## Aratus CA

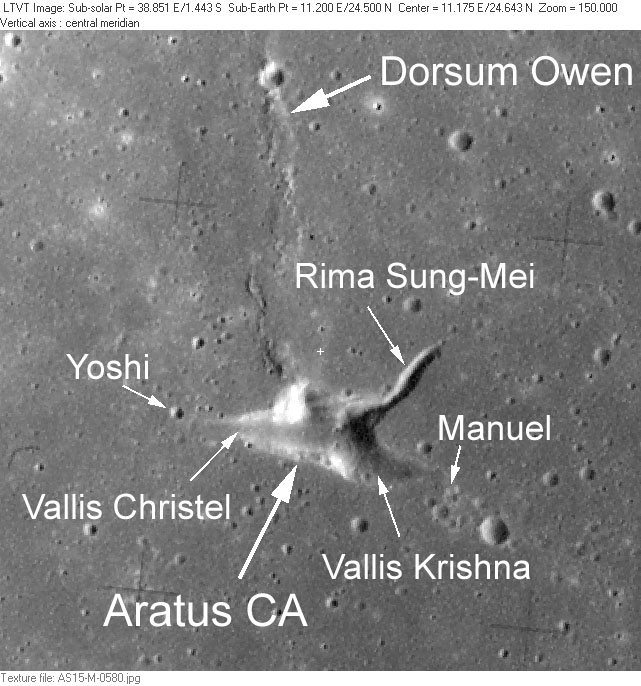
Fotografía de la misión Apolo 15

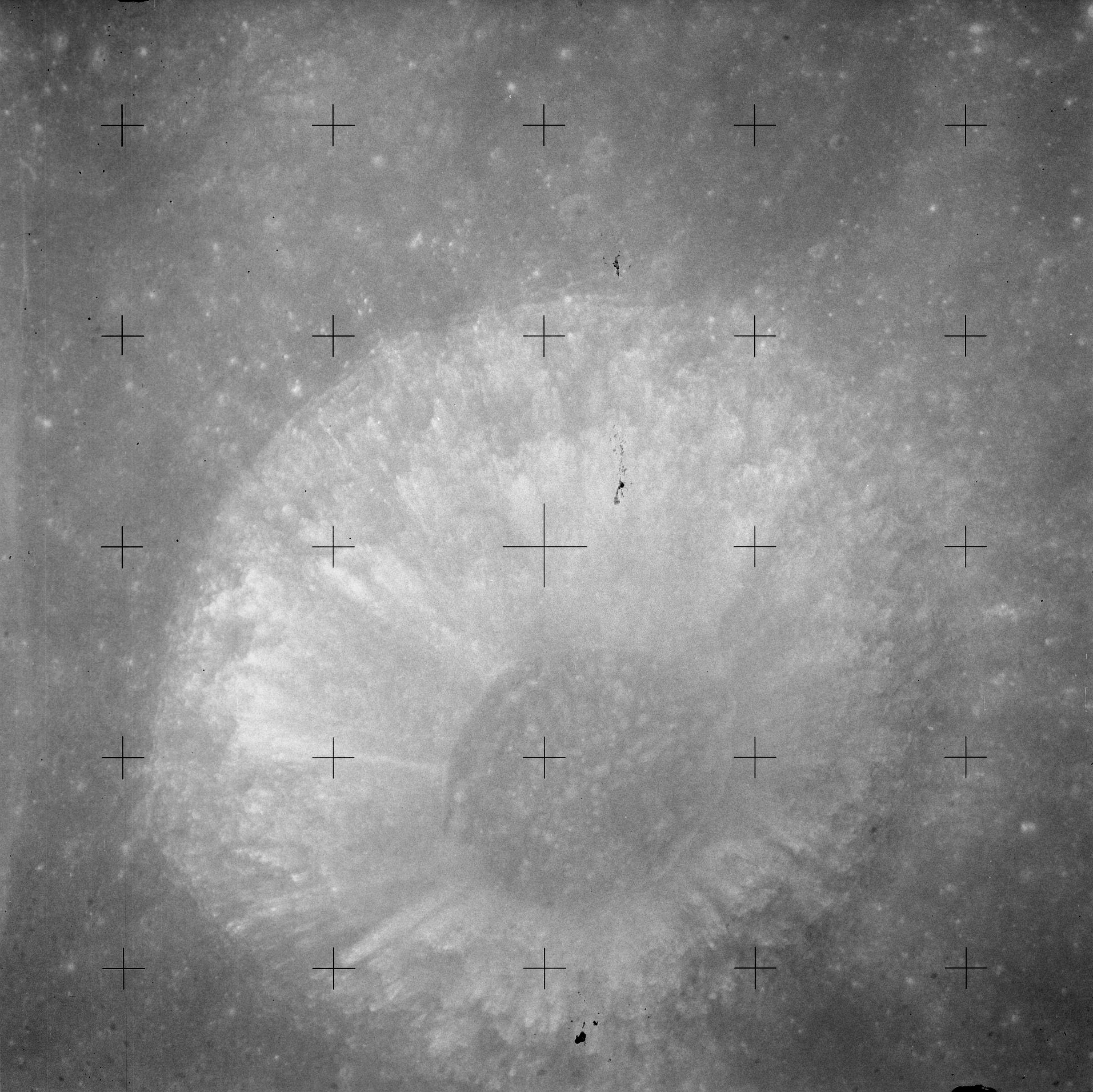
Fotografía de la misión Apolo 15

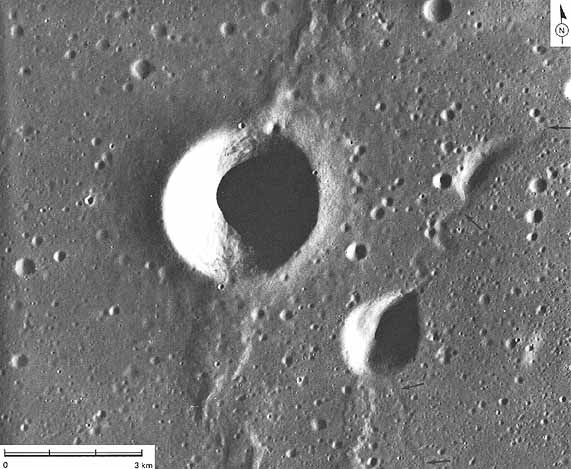
Fotografía de la misión Apolo 15

Este elemento de tres puntas está situado en el oeste del Mar de la Serenidad. Se forma a partir de la fusión de un grupo de depresiones en la superficie lunar, y puede ser un respiradero volcánico. Las dimensiones son de 9,5 x 3 km, con una profundidad estimada de 0,4 km.
Se han dado nombres individuales a las tres depresiones alargadas:
| Elemento        | Coordenadas                  | Longitud | Origen del nombre         |
| --------------- | ---------------------------- | -------- | ------------------------- |
| Rima Sung-Mei   | 24°36′N 11°18′E / 24.6, 11.3 | 4 km     | Nombre masculino en chino |
| Vallis Christel | 24°30′N 11°00′E / 24.5, 11.0 | 2 km     | Nombre femenino en alemán |
| Vallis Krishna  | 24°30′N 11°18′E / 24.5, 11.3 | 3 km     | Nombre masculino en hindi |

También se han asignado nombres a dos pequeños cráteres en la zona de Aratus CA:
| Cráter | Coordenadas                  | Diámetro | Origen del nombre           |
| ------ | ---------------------------- | -------- | --------------------------- |
| Manuel | 24°30′N 11°18′E / 24.5, 11.3 | 0.5 km   | Nombre masculino en español |
| Yoshi  | 24°36′N 11°00′E / 24.6, 11.0 | 1 km     | Nombre masculino en japonés |

Manuel está más allá de la punta oriental de Vallis Krishna, mientras que Yoshi está justo un poco más allá de la punta occidental de Vallis Christel. Manuel es muy difícil de ver, incluso en fotografías de alta resolución.
Los cinco nombres enumerados anteriormente aparecieron por primera vez en las hojas del Lunar Topophotomap 42A4/S1 y 42A4/S2 de la Agencia de Defensa, y fueron aprobados por la UAI en 1976. Debido a la prohibición de la utilización de los nombres de los cráteres con letras que estaba en vigor en el momento, en los mapas que se estaban preparando, a CA Aratus se le dio el nuevo nombre provisional de Lorca, que nunca fue aprobado por la UAI, a pesar de anotaciones en sentido contrario en los mapas de la Defense Mapping Agency LM-41 y LM-42. El antiguo nombre de Aratus CA (que había aparecido por primera vez en el mapa LAC-42, publicado en 1965) fue oficialmente re-adoptado por la UAI en 2006.
Al norte de esta localización discurre una cresta arrugada en la superficie que ha sido designada Dorsum Owen. Al este se encuentra otra formación paralela denominada Dorso von Cotta. Más al norte-noreste está el cráter Linné, rodeado por una falda brillante de material de alto albedo y aproximadamente a la misma distancia hacia el suroeste se halla la cordillera Montes Haemus en el borde del mar lunar.